# Споменик оснивачима панчевачке гимназије
Споменик оснивачима панчевачке гимназије налази се у порти Успенске цркве у Панчеву, на простору првобитне цркве брвнаре у којој је обављана служба од 1798. до 1811. године док није изграђена данашња црква. Споменик представља непокретно културно добро као споменик културе.
Споменик је подигнута 1836. године у основи четвртастог облика у виду стуба који се према врху сужава. На западној и источној страни су две плоче од Будимског камена са рељефима и натписима. На првој је натпис на старословенском језику и посвећен је старој цркви брвнари која се некад налазила на том месту. На другој, која је посвећена оснивачима гимназије на старословенском, латинском и немачком. FUNDALORIBUS GYMNAZIUM PANCSOVIENZIS MDCCCXXXVI" "DEN STIFTERN DES GYMNAZIUMO ZU PANCSOVA 1836.